# Der Liebenden Klage
Der Liebenden Klage (engl. A Lover’s Complaint) ist eine 1609 entstandene poetische Erzählung von William Shakespeare, vielleicht die am wenigsten geschätzte Versdichtung des Dichters, möglicherweise sein Erstlingsgedicht. Shakespeares Autorschaft ist allerdings umstritten. 
Das Gedicht besteht aus 47 siebenzeiligen Strophen im Reimschema [ababbcc].
Der Sprecher des Gedichts erzählt, wie eine junge Frau weinend am Ufer eines Flusses sitzt und die Überbleibsel einer enttäuschten Liebschaft in den Fluss wirft. Ein älterer Schäfer fragt sie, warum sie traurig ist und weint, und sie erzählt ihm, wie ihr ehemaliger Liebhaber, ein Charmeur, sie verführte und schließlich verließ. 
Sein falscher Charme bezauberte sie.
Reimprobe:
Oh des Auges entzündliches Nass,
oh das falsche Feuer seiner Augen Glut.
oh, sein Gemüt ganz ohne bösen Hass.
oh, beim Hauch seines Atems, mein Mut,
vermisste wohl der Lüge heimliche Brut.
Ach, und wäre der Morgen auch grau,
so hofft auf Zukunft doch jede Frau.